# إدوارد فينتر
إدوارد فينتر (بالإنجليزية: Edward Winter)‏ (1773 - 10 مارس 1830) هو لاعب كريكت بريطاني (وحمل سابقاً جنسية المملكة المتحدة لبريطانيا العظمى وأيرلندا ومملكة بريطانيا العظمى).